# Chloropsis aurifrons
El verdín frentidorado (Chloropsis aurifrons) es una especie de ave paseriforme de la familia Chloropseidae propia de la región indomalaya.

## Subespecies
- Chloropsis aurifrons aurifrons
- Chloropsis aurifrons frontalis
- Chloropsis aurifrons incompta
- Chloropsis aurifrons inornata
- Chloropsis aurifrons insularis
- Chloropsis aurifrons media
- Chloropsis aurifrons pridii